# Nina Fedoroff
Nina Vsevolod Fedoroff (Cleveland, 1942) é uma bióloga molecular estadunidense conhecida por sua pesquisa sobre ciências da vida e biotecnologia, especialmente elementos de transposão e resposta de estresse em plantas. Em 2007, o presidente George W. Bush concedeu-lhe a Medalha Nacional de Ciências. Ela também faz parte da Academia Nacional de Ciências dos Estados Unidos, da Academia de Artes e Ciências dos Estados Unidos, da Academia Europeia de Ciências e da da Sociedade Americana de Microbiologia.